# 컨티넨탈 농구 협회
컨티넨탈 농구 협회(영어: Continental Basketball Association, CBA)는 미국의 농구 리그이다. 야구의 마이너 리그와 같은 개념이다. (즉, NBA가 메이저 리그 개념이라는 뜻이다.)
한때는 NBA와 제휴관계 였지만, 경영 악화와 2001년 NBA G 리그가 생기면서 2009년 사라졌으면, 2006년에는 다코타 위저즈, 수폴스 스카이포스, 아이다호 스탬피드가 NBA G 리그로, 2008년에는 애틀랜타 크렁크가 PBL로, 2009년에는 이스트 켄터키 마이너스가 ABA로 옮겼다.

## 역대 커미셔너
| 대수 | 이름              | 임기          |
| ---- | ----------------- | ------------- |
| 1    | 윌리엄 모건       | 1946년~1955년 |
| 2    | 해리 루돌프       | 1955년~1970년 |
| 3    | 윌리엄 몽즈먼     | 1970년~1975년 |
| 4    | 스티브 A. 코프먼  | 1975년~1978년 |
| 5    | 짐 드러커         | 1978년~1986년 |
| 6    | 칼 쉬어           | 1986년~1987년 |
| 7    | 마이크 스토런     | 1987년~1988년 |
| 8    | 제이 램스델       | 1988년~1989년 |
| 9    | 제리 쉐멜         | 1989년~1990년 |
| 10   | 이르브 카제       | 1990년~1991년 |
| 11   | 테르데마 어서리   | 1991년~1993년 |
| 12   | 마크 램핑         | 1993년~1994년 |
| 13   | 톰 발디세리       | 1994년~1996년 |
| 14   | 스티브 패터슨     | 1996년~1998년 |
| 15   | 게리 헌터         | 1998년~1999년 |
| 16   | 아이제이아 토머스 | 1999년~2000년 |
| 17   | 돈 웰시           | 2000년~2001년 |
| 18   | 게리 헌터         | 2001년~2006년 |
| 19   | 짐 코인           | 2006년        |
| 20   | 데니스 트룩스     | 2006년~2009년 |

## NBA와 관계
1979년 NBA는 새로 이름이 바뀐 CBA 소속 선수 4명과 계약했다. 이러한 계약에 대해 NBA로부터 아무런 보상을 받지 못한 CBA는 NBA를 고소했다. 소송은 해결되었고 언제든지 CBA 선수와 계약할 수 있는 권리를 대가로 NBA는 CBA에 115,000달러를 지불했다; 또한 CBA에서 NBA 심판을 개발하기 위해 CBA에 8만 달러를 지불했다. 이 기간 NBA는 NBA 팀이 (NBA 단체교섭 합의에 따라) NBA 최저 연봉으로 10일간 CBA 선수와 계약할 수 있는 '10일 계약'을 만들었다. NBA 팀은 그를 두 번째 10일 계약에 재계약할 수 있다. 두 번째 10일 계약이 끝난 후, 그 팀은 그 선수를 CBA 팀으로 복귀시키거나 NBA 정규 시즌의 균형을 위해 그와 계약해야 했다. CBA 팀들은 차례로 10일 계약마다 보상을 받았다.
1980년까지 CBA는 NBA의 공식 개발 리그가 되었다. CBA 팀은 NBA 산하 팀에서 방출한 선수에 대한 독점권을 가지고 있었다. NBA 팀은 어떤 CBA 팀의 선수와도 계약할 수 있었다. 1986년까지 54명의 전직 CBA 선수들이 NBA에서 뛰고 있었다.

1987년 CBA는 NBA가 약물 사용을 금지한 선수들과 팀이 계약할 수 있도록 허용했다고 발표했다. 코카인 사용으로 NBA로부터 자격 정지를 당한 미첼 위긴스는 NBA 및 NBA 선수 협회와 함께 시행된 새로운 규칙에 따라 CBA에 처음으로 계약한 선수 중 한 명이었다.
1993~1994 시즌 동안 NBA-CBA 제휴 관계는 NBA 선수들의 연례 드래프트로 대체되었다. 드래프트는 CBA 팀들이 NBA 선수 명단에서 방출될 경우 NBA 선수들과 독점적인 협상권을 부여했다. CBA 팀은 징집자에 대한 독점권을 영구적으로 소유하고 있었다.
1980∼1990년대 팀 레글러(오마하 레이서스), 마리오 엘리(올버니 패트론스), 존 스탁스(시더 래피즈 실버 블렛즈) 등 수십 명의 전직 CBA 스타들이 NBA 로스터에 이름을 올릴 정도로 NBA와 CBA의 관계는 커졌다. CBA는 또 필 잭슨(올버니 패트런즈), 빌 머셀먼(탬파베이 스릴러스), 에릭 머셀먼(래피드시티 스릴러스), 플립 손더스(라크로스 캣버드), 조지 칼(몬태나 골든 너기츠) 등 NBA에 자격을 갖춘 코치들을 보냈다. 2001년 NBA는 자체 마이너리그인 NBDL(현 NBA G 리그)를 결성하였다. 2005~2006 시즌이 끝나자 현재 3개의 CBA 프랜차이즈와 확장 1개의 CBA 프랜차이즈가 NBDL로 뛰어들었다. 2006~2007 시즌 동안 CBA에서 NBA로 소집된 선수는 없었고, 연간 최소 한 번의 소집으로 30시즌이 넘는 연속 경기를 끝냈다. 그것은 곧 CBA의 종말의 시작으로 이어졌다.

## 2001년부터 2009년까지 참가했던 팀
- 다코타 위저즈
- 파고-무어헤드 비즈
- 플린트 퓨즈
- 게리 스틸헤즈
- 그랜드래피즈 훕스
- 락포드 라이트닝
- 수폴스 스카이포스
- 서스캐처원 호크스
- 그레이트 레익스 스톰
- 아이다호 스탬피드
- 야키마 선 킹스
- 미시간 메이헴
- 올버니 패트룬스
- 뷰트 데어데블스
- 유타 이글스
- 그레이트 폴스 익스플로러스
- 인디애나 앨리 캐츠
- 마이놋 스카이로키츠
- 피츠버그 익스플로전
- 야카마 선 킹스
- 애틀랜타 크렁크
- 이스트 켄터키 마이너스
- 오클라호마 캐벌리
- 리오그란데밸리 실버라도즈
- 벤쿠버 드래건즈
- 마이애미 마제스티
- 소칼 레전즈
- 로턴-포트 실 캐벌리

## 같이 보기
- 전미 농구 협회
- 아메리칸 농구 협회
- 아메리카 농구 협회
- 전미 농구 리그
- NBA G 리그